# Subdukcja

Schematyczny przekrój aktywnej krawędzi kontynentu ze strefą subdukcji

Subdukcja – w teorii tektoniki płyt proces polegający na wciąganiu lub wpychaniu jednej płyty litosferycznej pod drugą (oceaniczną lub kontynentalną). Strefy subdukcji są jednym z rodzajów granic zbieżnych (konwergentnych, kolizyjnych) płyt litosfery. Na ogół zagłębia się (czyli ulega subdukcji) płyta oceaniczna, lecz w kilku przypadkach obserwuje się też subdukcję płyty kontynentalnej (np. pod Himalajami).
Ponieważ w strefach spreadingu znajdujących się pod grzbietami oceanicznymi cały czas powstaje nowa skorupa ziemska, to zakładając stały promień Ziemi (a więc również jej powierzchnię), musiano przyjąć istnienie jakichś stref, w których jest ona niszczona. Wyznaczono do tego celu znane wcześniej strefy Benioffa, wzdłuż których koncentrują się hipocentra trzęsień ziemi.
Wyróżnia się trzy typy stref subdukcji:
- typ andyjski – kra oceaniczna wciągana jest pod krę kontynentalną. Strefę kolizji wyznacza głębokomorski rów oceaniczny. W pewnej odległości od strefy powstaje orogen kolizyjny, w którym dochodzi do silnego sfałdowania osadów zdzieranych z płyty oceanicznej, występuje intensywny wulkanizm oraz liczne trzęsienia ziemi. Strefy subdukcji tego typu występują we wschodnim obramowaniu Oceanu Spokojnego, u wybrzeży Ameryki Południowej: Rów Atakamski, Andy.

- typ japoński – kra oceaniczna jest również wciągana pod krę kontynentalną, ale subdukcja związana jest z wytworzeniem się łuków wyspowych i basenu marginalnego (załukowego), posiadającego skorupę oceaniczną. Strefę kolizji podobnie jak w typie andyjskim wyznacza rów oceaniczny. Tak samo obszar ten charakteryzuje się dużą aktywnością wulkaniczną i sejsmiczną. Strefy tego typu występują w zachodnim obramowaniu Oceanu Spokojnego, wzdłuż wybrzeża Azji. Strefa kolizji jest oddalona od kontynentu – za łukiem wysp, który jest zbudowany wyłącznie ze skał wulkanicznych, lub jak w przypadku Japonii jest oderwanym fragmentem kontynentu azjatyckiego, znajduje się strefa rozciągania, zbudowana wyłącznie ze skorupy oceanicznej:

| Rów oceaniczny         | Łuk wyspowy                       | Basen marginalny         |
| ---------------------- | --------------------------------- | ------------------------ |
| Rów Filipiński         | Filipiny                          | Morze Południowochińskie |
| Rów Riukiu             | Wyspy Nansei (w tym wyspy Riukiu) | Morze Wschodniochińskie  |
| Rów Japoński           | Wyspy Japońskie                   | Morze Japońskie          |
| Rów Kurylsko-Kamczacki | Wyspy Kurylskie                   | Morze Ochockie           |
| Rów Aleucki            | Aleuty                            | Morze Beringa            |

- typ mariański – w tym przypadku kra oceaniczna wciągana jest pod inną krę oceaniczną, jednocześnie następuje kolizja dwóch łuków wyspowych, względnie łuku wyspowego i podmorskiego grzbietu. Strefy tego typu występują w zachodnim obramowaniu Oceanu Spokojnego: Rów Kermadec, Rów Tonga, Rów Mariański, Rów Izu-Ogasawara.

Zdarte z płyty dolnej osady gromadzące się na czole płyty górnej tworzą tzw. pryzmę akrecyjną.
Aktywne strefy subdukcji znajdują się wzdłuż zachodnich wybrzeży Ameryki Południowej oraz wzdłuż wschodnich wybrzeży Azji. Historyczne strefy subdukcji wyznaczono wzdłuż łańcucha alpejsko-himalajskiego. Ponieważ obecnie sumaryczna długość stref subdukcji stanowi 1/3 stref spreadingu, w których powstaje nowa skorupa oceaniczna, a powierzczchnia oceanu światowego nie zmienia się, to prędkość pochłaniania tej skorupy w strefach subdukcji musi być trzy razy większa od prędkości spreadingu.